# Phare de Sestrica Vela (Korčula)
Pour les articles homonymes, voir Phare de Sestrica Vela.
Le phare de Sectrica Vela (Korčula) (en croate : Svjetionik Otočić Sestrica Vela (Korčula)) est un feu actif sur l'île inhabitée Vela Sestrica au sud du détroit de Pelješac et à l'ouest de l'île de Korčula, dans le Comitat de Dubrovnik-Neretva en Croatie. Le phare est exploité par Plovput , une compagnie du Gouvernement de la République de Croatie.

## Histoire
Le phare, mis en service en 1871, se trouve sur la plus grande île des deux Sestrice Vela.

## Description
Le phare  est une tour carrée en pierre de 15 m de haut, avec galerie et lanterne au fronton d'une maison de gardien de deux étage au toit rouge. La tour est en pierre blanche non peinte et la lanterne est blanche. Il émet, à une hauteur focale de 18 m, quatre éclats blancs toutes les 15 secondes. Sa portée est de 11 milles nautiques (environ 21 km).
Il possède un système d'identification automatique pour la navigation maritime .
Identifiant : ARLHS : CRO-016 - Amirauté : E3482 - NGA : 13864 .

## Caractéristiques dufeu maritime
Fréquence : 15s (W-W-W-W)
- Lumière : 0.5 seconde
- Obscurité : 2 secondes
- Lumière : 0.5 seconde
- Obscurité : 7 secondes

|                             |
| Le phare île Sestrica Vela) |

|                  |
| Les îles croates |

### Lien connexe
- Liste des phares de Croatie